# Carl Saunders
Carl Saunders (* 2. August 1942 in Indianapolis; † 25. Februar 2023) war
ein US-amerikanischer Jazzmusiker (Trompete, Flügelhorn, Mellophon), Arrangeur, Komponist und Bigband-Leader.

## Leben und Wirken
Carl Saunders’ Onkel war der Trompeter und Bandleader Bobby Sherwood; seine Mutter Gail (Bobbys Schwester) war Sängerin im Sherwood Orchestra und bei Stan Kenton. Nach Jahren auf Tourneen ließ sich seine Mutter, als Carl fünf Jahre alt war, in Los Angeles nieder, wo sie bei Carls Tante Caroline und ihrem Ehemann, dem Saxophonisten Dave Pell lebte. Saunders wurde schon früh von den Aufnahmen des Oktetts von Dave Pell und dessen Trompeter Don Fagerquist beeinflusst.
Als Autodidakt begann Saunders in der Highschool-Zeit Trompete zu spielen; er trat in Schulbands auf und bekam nach seiner Graduierung über seine Mutter eine erste Anstellung bei Stan Kenton in der Mellophon-Gruppe von dessen Orchester, mit dem er 1961/62 auf Tournee ging. Danach spielte er 1962/63 bei Bobby Sherwood und zog dann nach Las Vegas,  wo er die nächsten 20 Jahre in Showbands spielte und gastierende Künstler wie Ella Fitzgerald, Tony Bennett und Frank Sinatra begleitete. Saunders ging außerdem mit Paul Anka und den Bandleadern Si Zentner, Harry James, Maynard Ferguson, Benny Goodman und Charlie Barnet auf Tournee. 1967/68 war er Solist in der Band von Buddy Rich.
Im Jahr 1984 zog Saunders nach Los Angeles, wo er Lead-Trompeter in Bill Holmans Orchester wurde; außerdem arbeitete er in der Formation Supersax, in den Bigbands von Bob Florence und Gerald Wilson (Theme for Monterey, 1997) sowie im Phil Norman Tentet. 1994 wurde er Mitglied des Dave Pell Oktetts, in dem er Don Fagerquist ersetzte. Außerdem arbeitete er mit seiner eigenen Carl Saunders Big Band, seinem Sextett und einem Quartett; er wirkte auch an Aufnahmen von Frank Capp, Buddy Charles, der Joey DeFrancesco Bigband (1999), Bill Holman (1995), Shirley Horn (You're My Thrill, 2000), der Vic Lewis West Coast All-Stars (1997), Dave Pike (Peligroso, 2000) und Anthony Wilson mit.
1996 erschien ein Buch mit seinen Kompositionen: The Cookbook.

## Diskographische Hinweise
- 1995 Out of the Blue
- 2000 Eclecticism
- 2002 Be Bop Big Band
- 2003 The Carl Saunders Sextet: Live in San Francisco
- 2004 The Carl Saunders Sextet: Live in Union Square
- 2005 Can you Dig Being Dug?!
- 2007 The Lost Bill Holman Charts
- 2014 Bill Watrous, Pete Christlieb, Carl Saunders, The Gary Urwin Jazz Orchestra: A Beautiful Friendship
- 2020 Jazz Trumpet